# 甗

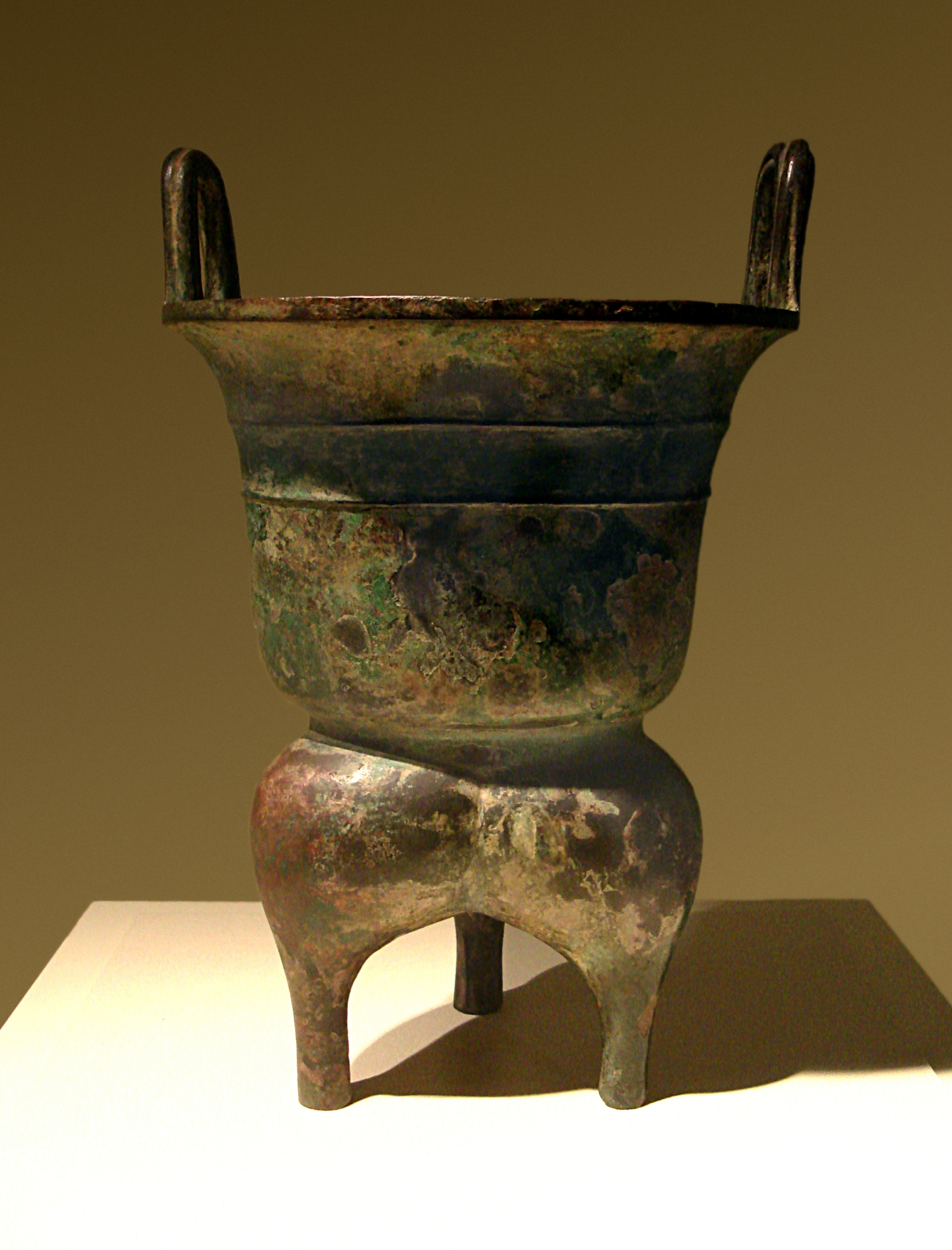
一尊青铜联体甗

甗，中国古代的一种饪食器和礼器，一般为陶制或青铜制。

## 形制

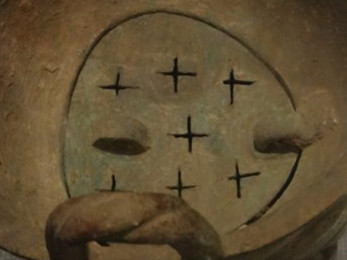
带有十字孔的箅子

甗在器形上可分为联体甗及分体甗，分体的甗由上面的甑和下面的鬲构成，联体甗分明显的上下两部分，上面与甑相似，下面与鬲相似。考古发现的青铜甗以联体的居多。陶甗多为灰陶和黑灰陶质，器身有绳纹，有的在口沿下有鸡冠状附加堆纹。
甗下部的鬲用于煮水，上部的甑放置食物，两者以箅相隔，甑上可能盖有盖子。部分甗出土时未带有箅和盖，可能为竹、木等其他材质，也可能埋藏前已经遗失。出土的青铜箅一般有线形或十字形的孔，供蒸汽通过。
商甗多为甑鬲合铸，连为一体，甑上多立耳，甑体较深。这种甗不仅见于中原，边远地区也有发现。而上下两体分铸可以分合的甗，一般为一甑一鬲。晚商出现了一鬲三甑甗，三件甗联为一体，故名“三联甗”，如1976年河南省安阳市殷墟妇好墓出土的妇好三联甗。
甗鍑，战国后，随着灶台的使用，鬲的袋足逐渐退化而成为“釜”，而“甗”则成为甑的别称，根据自身铭文由甑和釜构成的炊具也被称为“甗鍑”。

## 历史

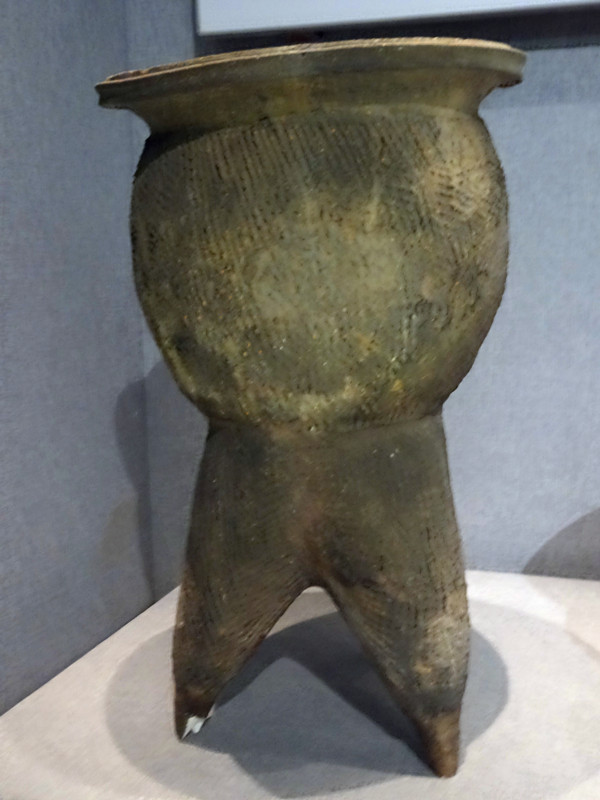
河南博物院所藏的一尊灰陶甗，商代前期文物，郑州市二里岗出土

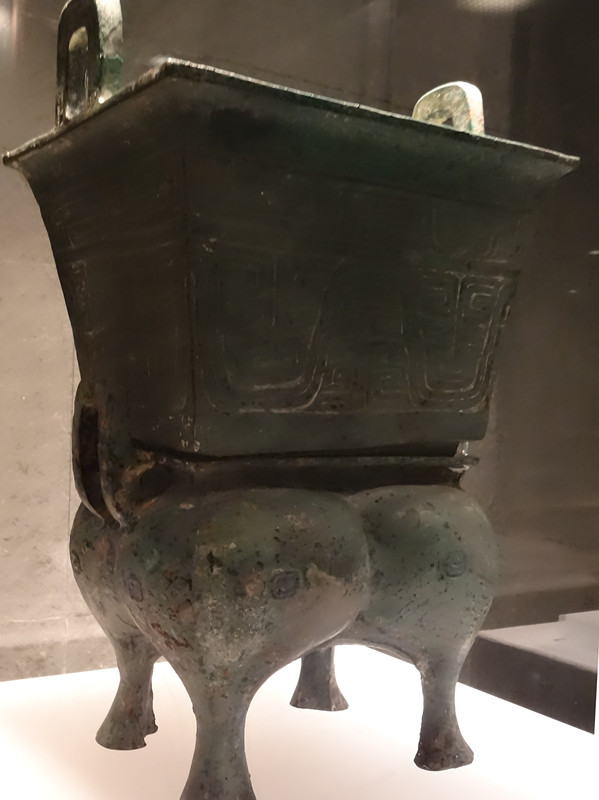
一尊分体甗

早在新石器时代就有陶甗，黄河流域新石器时代晚期至商周时期流行。
青铜甗的流行时间较长，从商代早期绵延至战国晚期，初期数量较少，商代晚期开始增多。甗在其自身的铭文中自我提及时的名称多为“獻”或“鬳”。出土的商甗多不见箅，西周以后的多有铜箅。商周甗可分为联体和分体两类，直至战国甑还多与鬲组成统一的炊具而不单独使用。至战国中晚期时，圆形分体甗的鬲的袋足逐渐萎缩，底近平，上甑下鬲的甗逐渐消失，有部分地区开始将甑称为甗。秦代、西汉时期甗的下部已经变成了釜形，釜中腰有用于卡于灶口的楞。下釜上甑的甗一般自名“甗鍑”。

## 图集

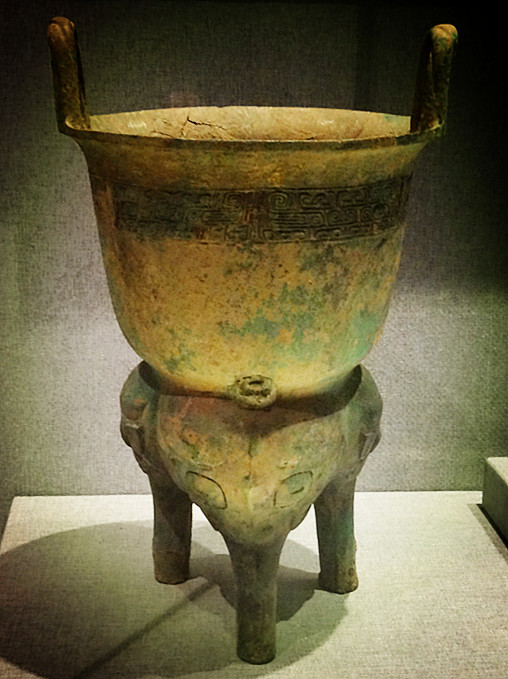
兽面纹铜甗，西周
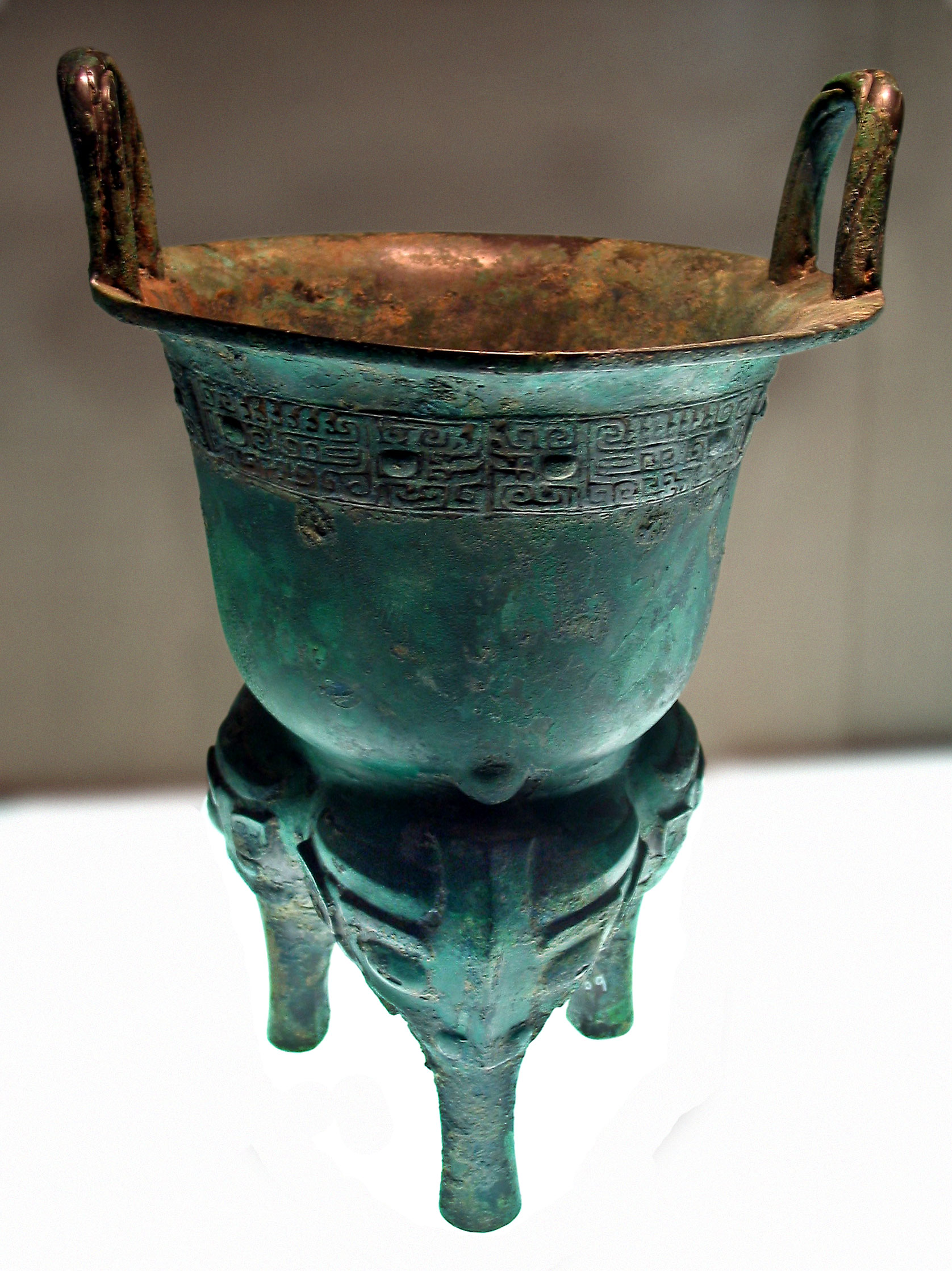
戈父甲甗，西周早期
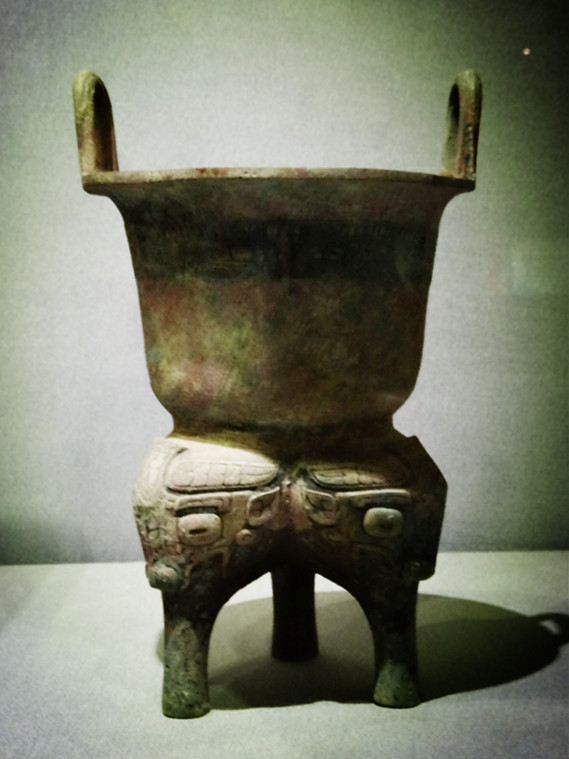
兽面纹甗，西周早期
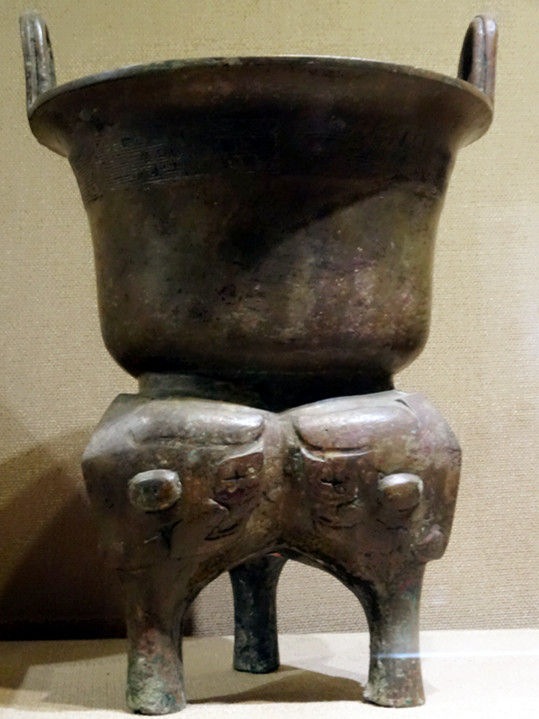
父乙甗，西周中期
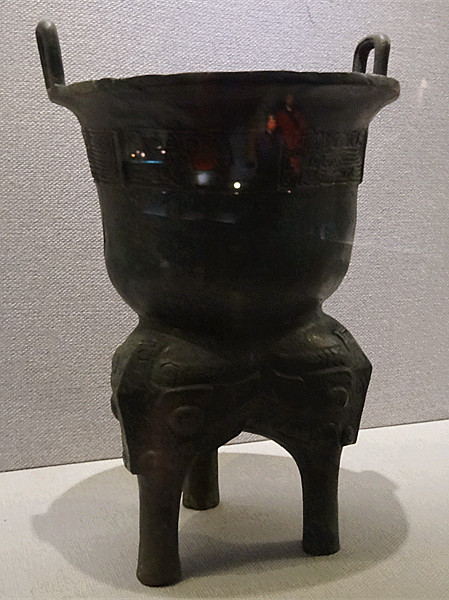
𢐗伯甗，西周中期
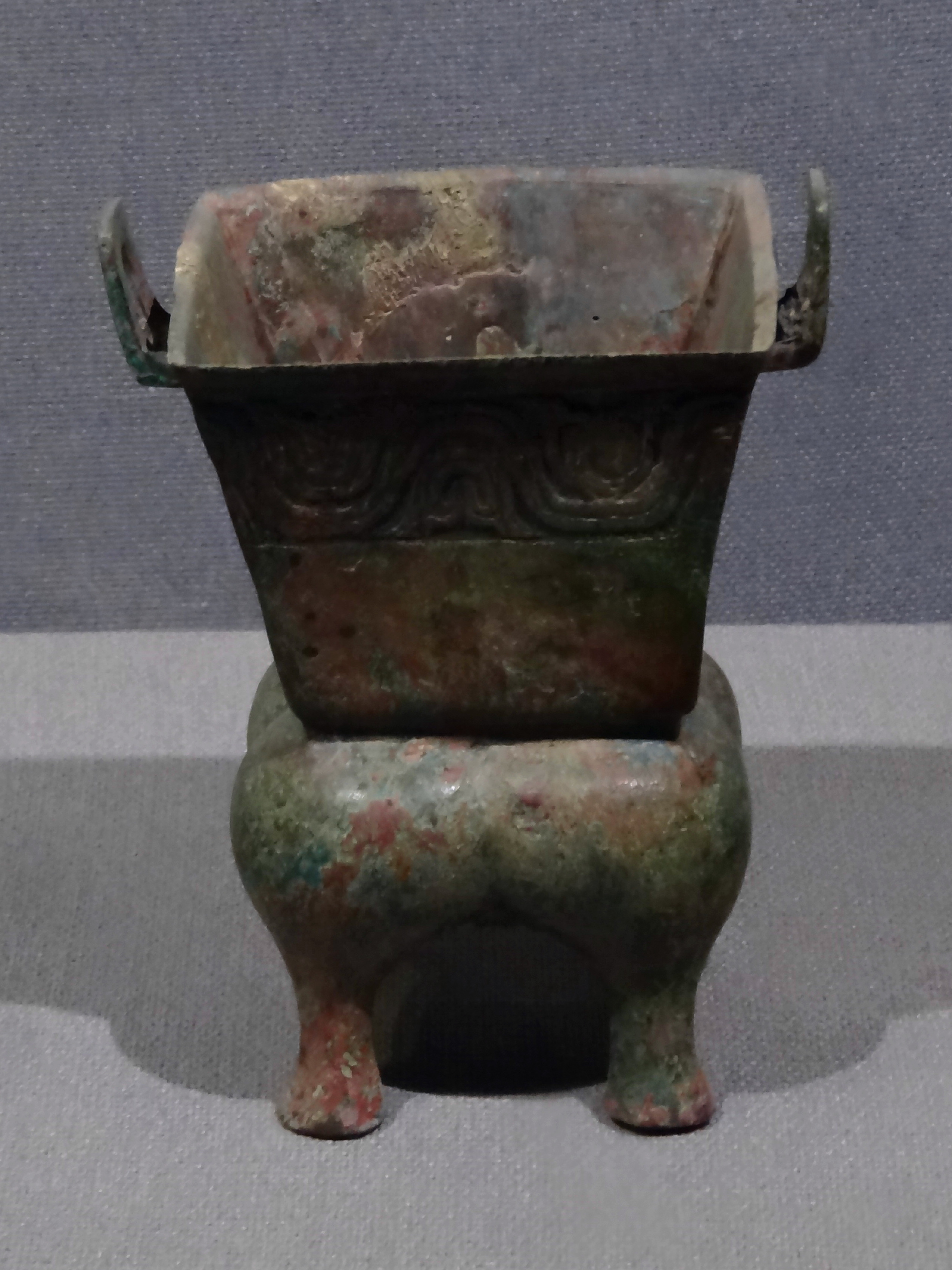
蟠螭纹方甗，春秋
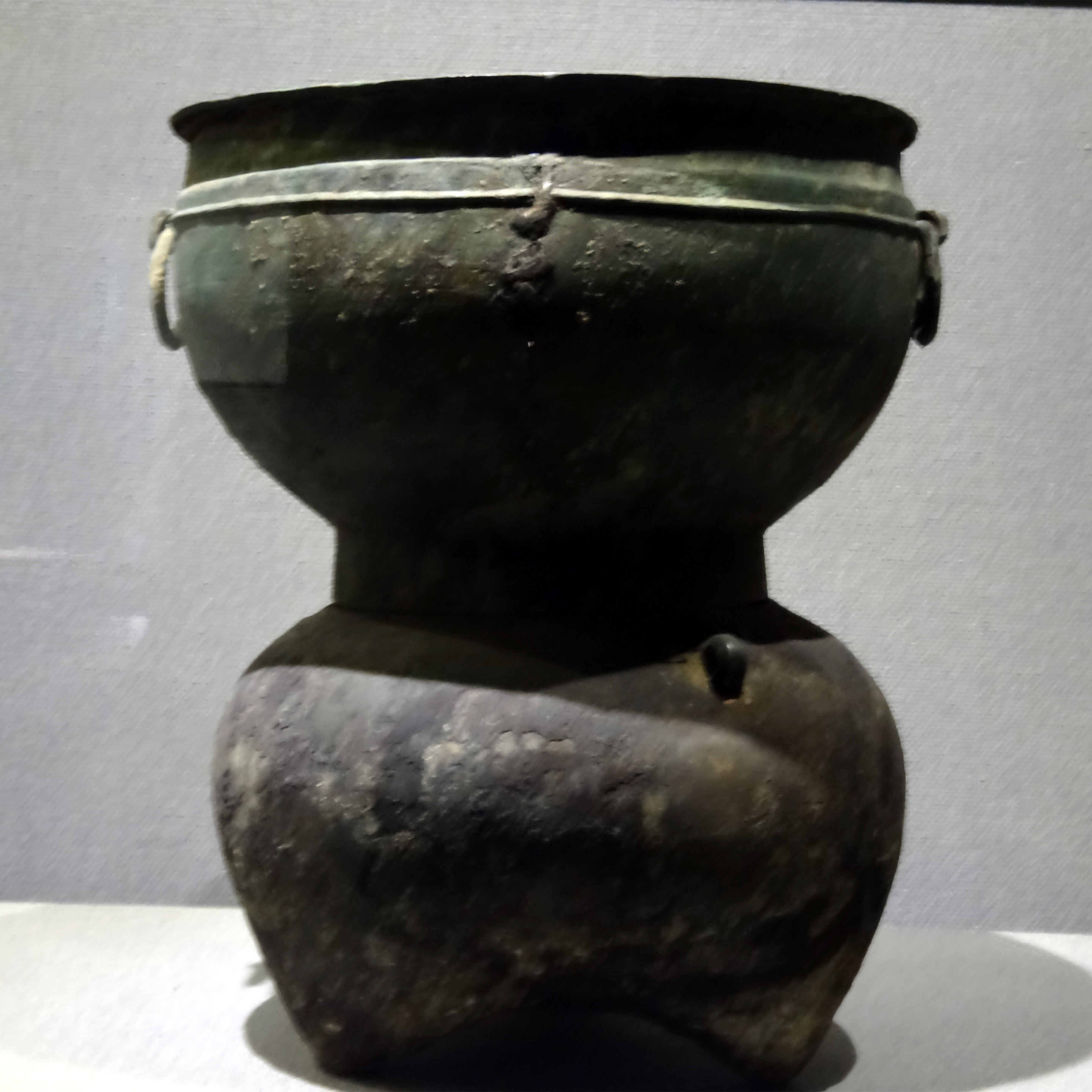
铜甗，春秋
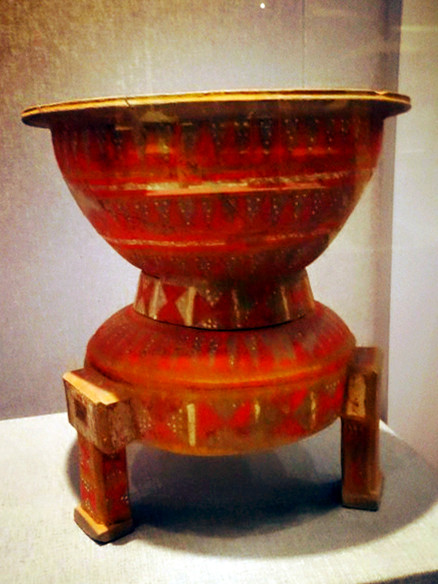
彩绘陶甗，西汉

## 延伸阅读
[在维基数据编辑]
 《欽定古今圖書集成·經濟彙編·考工典·甗部》，出自陈梦雷《古今圖書集成》